# Oceana (cantora)
Oceana Mahlmann, mais conhecida como Oceana, (Wedel, 23 de janeiro de 1982) é uma cantora alemã do gênero Soul.

## Discografia
- Magic Lights (2000)
- Love Supply (2009)

Singles
- Es hat mich erwischt
- 48 Stunden
- Cry Cry
- Pussycat on a Leash